# 에베르험

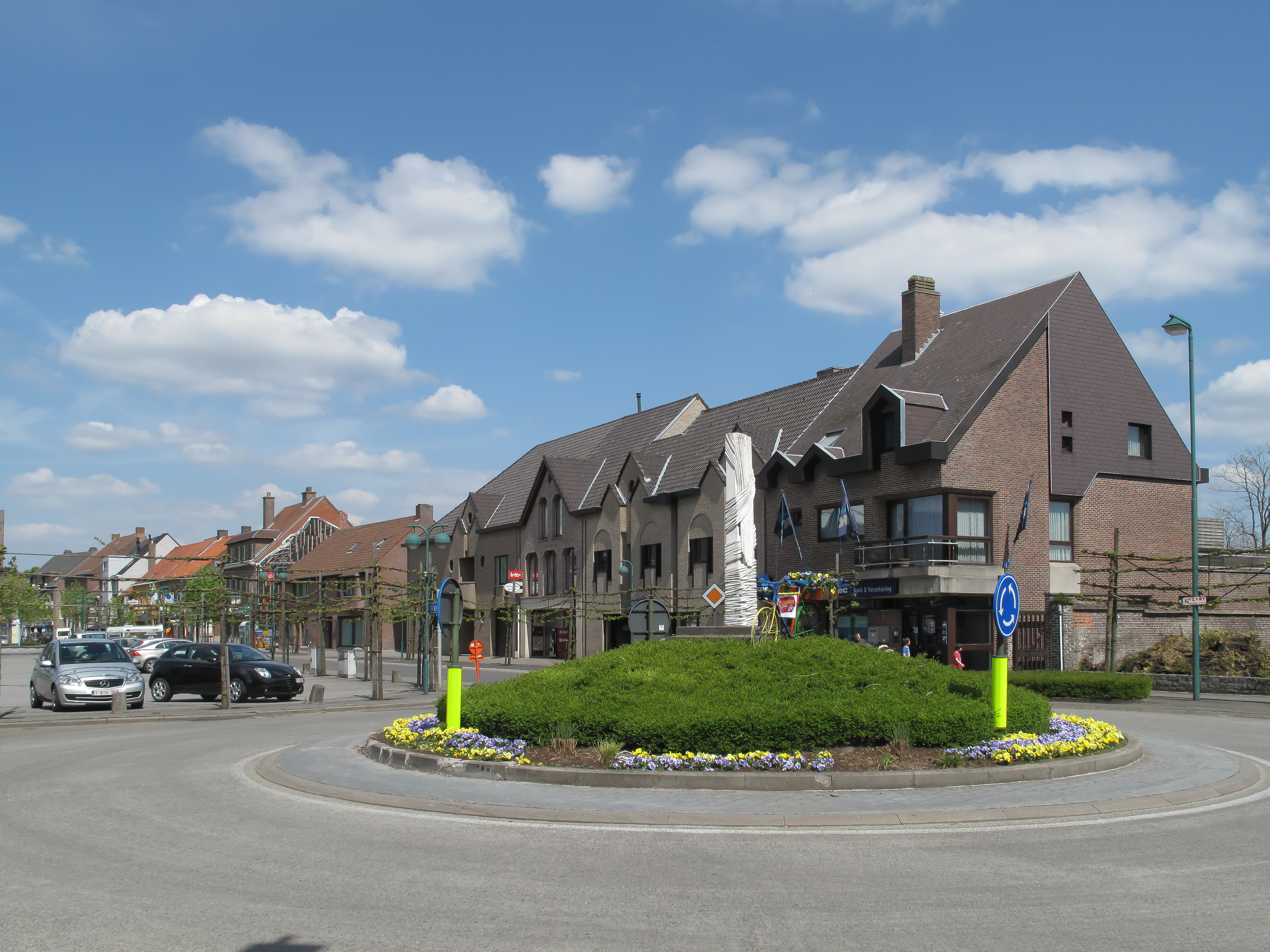
에베르험

에베르험(네덜란드어: Evergem)은 벨기에 플랑드르 지역 오스트플란데런주에 위치한 도시로 면적은 75.04km2, 인구는 34,692명(2016년 1월 1일 기준), 인구 밀도는 460명/km2이다.

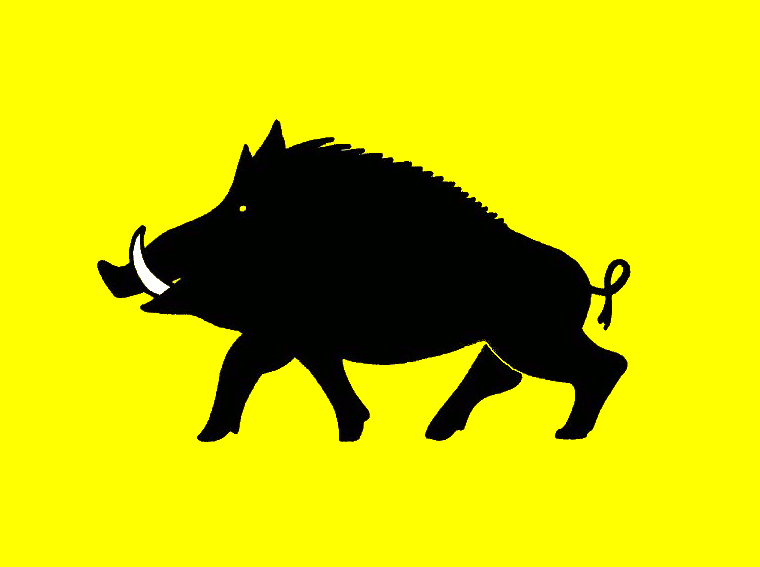
시기
시 문장